# Albert Christian Kruyt
Albert Christian Kruyt (niderl. Albertus Christiaan Kruyt, także Albertus Christiaan Kruijt; ur. 10 października 1869 w Surabai, zm. 19 stycznia 1949 w Hadze) – holenderski misjonarz, którzy położył zasługi na polu badań grup etnicznych centralnego Sulawesi (Celebes).
Współautor istotnej książki De Bare’e-sprekende Toradja’s van Midden-Celebes, która uchodzi za jedno z najwybitniejszych dzieł etnologicznych poświęconych ludom Indonezji.
W 1898 r. został członkiem korespondentem Królewskiej Holenderskiej Akademii Nauk (zrezygnował w 1932 r.). W 1933 r. został jej członkiem rzeczywistym.